# Renato Balestrero
Renato Balestrero, italijanski dirkač, * 27. julij 1898, Lucca, Italija, † 18. februar 1948, Torino, Italija.
Renato Balestrero se je rodil  27. julija 1898 v toskanskem mestu Lucca, toda družina je živela v Genovi. Dirkati je začel v sezoni 1924 z dirkalnikom OM. Dosegel je drugo mesto na dirki za Veliko nagrado Tigullia 1924, svojo prvo zmago na dirki za Veliko nagrado Montenera in drugo mesto na dirki za Veliko nagrado Mugella. V naslednji sezoni 1925 je še vedno dirkal z dirkalnikom OM 665, dosegel pa je tri zmage na dirkah Velika nagrada Tripolija, Coppa Vinci in Velika nagrada Apuanoa. V sezoni 1926 je ubranil zmago na dirki Coppa Vinci, nato pa je pred sezono 1927 kupil dirkalnik Bugatti T35C, s katerim je osvojil druga mesta na dirkah Velika nagrada Tripolija, Coppa Messina in Coppa della Perugina ter tretje mesto na dirki za Veliko nagrado Rima. Nato je za nekaj let prekinil svojo dirkaško kariero in se posvetil uvozništvu ameriških avtomobilov v partnerstvu s Ferdinandom Minoio.
Po propadu posla se je v sezoni 1933 vrnil na dirki v moštvu Gruppo Genovese San Giorgio, dobil je tudi lasten dirkalnik Alfa Romeo Monza, kot najboljši rezultat sezone pa je dosegel peto mesto na tragični dirki za Veliko nagrado Monze, ki je med dirkači zahtevala kar tri smrtne žrtve. Po sezoni 1934, ko je dosegel četrto mesto na dirki Targa Florio in peto mesto na dirki za Veliko nagrado Bielle, je od sezoni 1935 dirkal z novejšim dirkalnikom Alfa Romeo P3, toda ob velikem številu odstopov je dosegel le četrto mesto na dirki Coppa della Sila in peto mesto na dirki Targa Florio. V drugi polovici tridesetih let je malo nastopal na dirkah, edino vidnejšo uvrstitev je dosegel s sedmim mestom na dirki za Veliko nagrado Nemčije v sezoni 1938 z dirkalnikom Alfa Romeo Tipo 308.
Po drugi svetovni vojni je občasno nastopal na italijanskih dirkah, dosegel  je tretje mesto na dirki za Veliko nagrado Genove v sezoni 1946 z dirkalnikom Fiat 1100, v sezoni 1947 je bil tretji na dirkah za Veliko nagrado Barija, Veliko nagrado Beneventa in Veliko nagrado Sanrema. Leta 1948 je umrl v nenavadni nesreči pri Torinu, ko ga je ustavila policija in želela pregledati njegov tovor, iz tovarne Alfa Romeo je namreč peljal nov motor za svoj dirkalnik, pri tem pa ga je do smrti povozil avtomobil, ki je pripeljal mimo po cesti. 